# Nitro+
株式會社Nitro+是一間電腦軟體製作商和電腦遊戲角色設計公司。總公司位於日本東京都千代田區。

## 概要
Nitro+與âge、0verflow組成千代連，代表是でじたろう。姊妹公司有製作BL遊戲的Nitro+CHiRAL（ニトロプラスキラル）。

## 主要作品列表
- 2000年2月25日 - Phantom -PHANTOM OF INFERNO-
- 2001年1月26日 - 吸血殲鬼
- 2002年3月29日 - 鬼哭街
- 2002年9月27日 - "Hello, world."
- 2003年4月25日 - 斬魔大聖Demonbane（日语：斬魔大聖デモンベイン）
- 2003年12月26日 - 沙耶之歌
- 2004年9月17日 - Phantom INTEGRATION
- 2005年1月28日 - 天使的雙槍（日语：天使ノ二挺拳銃）
- 2005年2月25日 - 咎狗之血(Nitro+CHiRAL)
- 2005年6月24日 - 塵骸魔京
- 2005年9月30日 - 刃鳴散（日语：刃鳴散らす）
- 2006年2月3日 - サバト鍋-Nitro Amusement Disc-（日语：サバト鍋-Nitro Amusement Disc-）
- 2006年5月26日 - 機神飛翔Demonbane（日语：機神飛翔デモンベイン）
- 2006年8月24日 - 字禱子D 妖都最速傳説
- 2006年10月27日 - Lamento -BEYOND THE VOID-（Nitro+CHiRAL）
- 2007年1月26日 - 月光的嘉年華
- 2007年7月27日 - 続・殺戮のジャンゴ -地獄の賞金首-（日语：続・殺戮のジャンゴ -地獄の賞金首-）
- 2007年9月28日 - ニトロ+ロワイヤル -ヒロインズデュエル-
- 2008年4月25日 - CHAOS;HEAD
- 2008年9月26日 - STAR MINE GIRL
- 2008年12月19日 - sweet pool（Nitro+CHiRAL）
- 2009年6月26日 - SUMAGA SPECIAL
- 2009年10月15日 - Steins;Gate
- 2009年10月30日 - 裝甲惡鬼村正
- 2010年8月26日 - 装甲悪鬼村正邪念編
- 2010年12月17日 - Axanael
- 2011年11月25日 - ソニコミ
- 2012年3月23日 - DRAMAtical Murder（Nitro+CHiRAL）
- 2012年6月28日 - ROBOTICS;NOTES
- 2012年7月26日 - 罪惡王冠：失落的聖誕
- 2012年10月25日 - Phantom -PHANTOM OF INFERNO-(Xbox360移植版)
- 2013年6月28日 - 你和她和她的戀愛。
- 2014年12月18日 - CHAOS;CHILD
- 2015年12月10日 - Steins;Gate 0 (詳見Steins;Gate)
- 2016年1月29日 -  凍京NECRO〈トウキョウ・ネクロ〉（日语：凍京NECRO〈トウキョウ・ネクロ〉）
- 2018年7月27日 - みにくいモジカの子
- 2021年2月25日 - Slow Damage（Nitro+CHiRAL）
- 2021年3月4日 - 綻放的阿爾斯諾托利亞
- 2025年4月17日 - Rusty Rabbit
- 2025年4月23日 - Dolls Nest

### 製作中作品
- 發售日未定 -

### 參與設計作品
- （動畫（武士團製作）：機械設計担当）
- Muv-Luv（18禁遊戲（âge製作）：機械設計協力）
- Muv-Luv Alternative（18禁遊戲（âge製作）：機械設計協力）
- 夜明前的琉璃色（18禁遊戲（August製作）：3DCG、設計協力）
- BLASSREITER-genetic-（動畫，與（GONZO共同製作）：系列構成、人物設計原案、機械設計原案協力）
- Thunderbolt Fantasy 東離劍遊紀（編劇、角色原案）
- 刀劍亂舞（線上網頁遊戲、與DMM.com共同製作：原作、人物設計）

## 主要工作人員
- 製作人：でじたろう（日语：でじたろう）
- 製作指揮：虛淵玄
- 製作進行：
- 監督：虛淵玄、
- 劇本：虛淵玄、鋼屋ジン（日语：鋼屋ジン）、奈良原一鐵（日语：奈良原一鉄）、下倉バイオ（日语：下倉バイオ）、一肇（日语：一肇）
- 原畫：、津路參汰、なまにくATK
- 圖像：、津路参太、
- SD角色原畫：
- 設計：yoshiyuki、Mzk
- 網站設計：
- 美術指導：難中亭多樂
- 3DCG：、K、G=2007
- 程式腳本：徒歩十分
- 品質管理：、
- 開發：usao.exe、
- 廣告：、
- Nitro+直屬（通販）店長：不動

### 前工作人員
- 原畫：中央東口、矢野口君、Niθ
- 圖像：
- 廣告、營業：

## 外部連結
- 官方網站（页面存档备份，存于）（日語）